# Christophe Bouchut

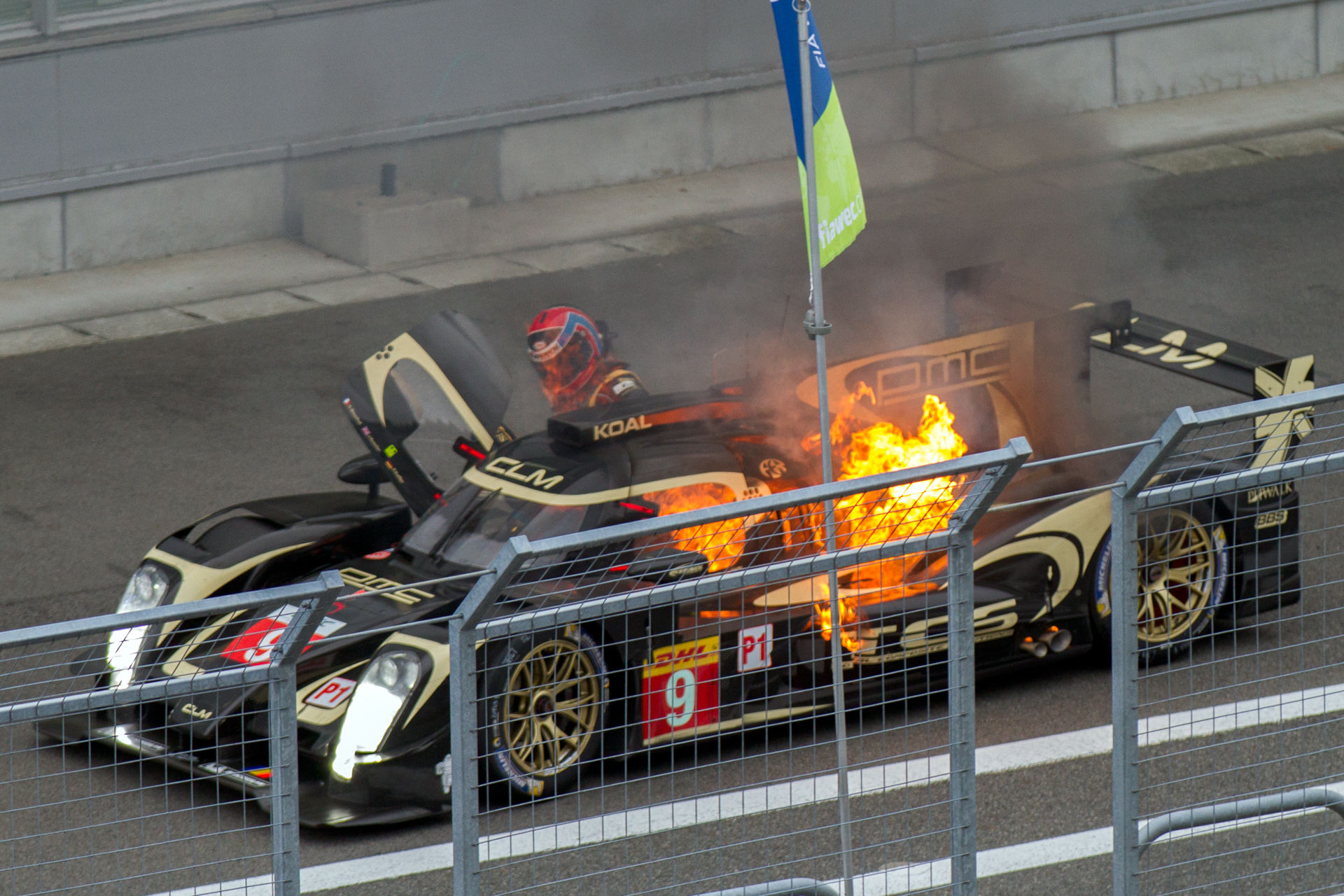
Christophe Bouchut (2014)

Christophe Bouchut (Voiron, 24 september 1966) is een Frans autocoureur. Hij won de 24 uur van Le Mans in 1993 voor Peugeot met als teamgenoten Éric Hélary en Geoff Brabham. Dit deden ze door 375 ronden af te leggen. Bouchut eindigde in Le Mans tot 2011 nog driemaal in de top tien. Ook was hij eerste coureur van het Formule 1-team Larrousse in 1995, maar het team trok zich voor de eerste race terug. Bouchut werd in 2011 samen met Scott Tucker kampioen in de LMP2-klasse in de American Le Mans Series.